# 안귀령
안귀령 (安貴朎; 1989년 6월 1일 출생)은 대한민국의 정치인이자 전 YTN의 뉴스 앵커이다. 그녀는 정치에 입문하여 대한민국 제22대 국회의원 선거에서 더불어민주당 소속으로 도봉구 갑 지역구에 출마했으나 낙선했다. 현재 더불어민주당의 부대변인으로 활동하고 있다.
2024년 대한민국 비상계엄 당시, 안귀령은 윤석열 대통령이 대한민국 국회를 봉쇄하려는 시도에 항의하는 시위 중 계엄군 병사의 제식소총을 붙잡고 몸싸움을 벌이는 모습이 포착되었다. 그녀는 이후 윤 대통령에 대한 탄핵 운동에 참여했다.

## 경력
안귀령은 2014년 광주방송 아나운서로 경력을 시작했으며, 2016년 4월 YTN에 아나운서로 입사했다. 2022년 1월, 그녀는 YTN을 사직하고 정치에 입문하여 더불어민주당 이재명 대선 후보의 선거대책위원회에 합류하여 대변인을 맡았다.
대한민국 제22대 국회의원 선거에서 안귀령은 서울 도봉구 갑 지역구에 전략 공천되었다. 그러나 그녀는 47.89%의 득표율로 2위를 기록하며 낙선했다.
2024년 1월 18일, JTBC와 전국언론노동조합 방송기자연합회는 안귀령과 이정헌이 언론을 떠나 더불어민주당에 입당한 것에 대해 비판하는 성명을 발표했다. 이 성명은 이러한 행동이 직업 윤리 위반이라고 주장했다.
대한민국 제22대 국회의원 선거를 앞두고, 현역 의원 인재근은 도봉구 갑 지역구에 재출마하지 않겠다고 발표했다.
2024년 2월 23일, 더불어민주당은 전 YTN 앵커 안귀령을 도봉구 갑 후보로 공천했다.
해당 지역구가 역사적으로 더불어민주당 및 그 전신 정당 후보를 선호했음에도 불구하고, 안귀령은 보수 국민의힘의 김재섭 후보에게 근소한 차이로 패배했다.
김재섭의 승리는 한강 이북 서울 지역구에서 국민의힘 후보 중 단 세 명만이 승리한 것 중 하나라는 점에서 주목할 만했다.
2024년 11월, 안귀령은 공직선거법 위반으로 70만 원의 벌금형을 선고받았다.
2024년 계엄령 선포 당시, 안귀령은 23시경 대한민국 국회의사당에 도착했다. 그녀는 이후 병사의 돌격소총을 붙잡으려 시도하다가 병사가 잠시 그녀에게 총을 겨누자, 병사가 걸어가는 동안 "부끄럽지 않으냐?"고 질책하는 모습이 목격되었다. 그녀는 나중에 BBC 한국어 서비스와의 인터뷰에서 "생각하지 않았다... 단지 우리가 이것을 막아야 한다는 것을 알았을 뿐이다"라고 말했다. 이 영상은 온라인 뉴스캐스터 오마이뉴스의 라이브스트리밍을 통해 촬영되었다. 직후 이 클립은 유튜브에서 120만 조회수를 기록했다. 이 영상은 이후 온라인에서 확산되었다. 그녀는 로이터 통신과의 인터뷰에서 "국민들은 이미 윤석열 대통령을 심리적으로 탄핵했다고 생각한다"며 "어린아이 장난처럼 계엄령을 선포하는 대통령을 누가 신뢰하고 나라를 맡길 수 있겠는가?"라고 말했다. 이 사건의 영상 스틸컷은 BBC가 선정한 2024년 가장 인상적인 이미지 중 하나로 선정되었다. BBC는 영상의 한 장면을 화가 존 길버트의 잔 다르크 그림과 비교했다.